# Paepalanthus perpusillus
Paepalanthus perpusillus là một loài thực vật có hoa trong họ Eriocaulaceae. Loài này được Kunth mô tả khoa học đầu tiên năm 1841.